# Kynotus parvus
Kynotus parvus – gatunek ziemnego skąposzczeta z rodziny Kynotidae.

## Opis
Osiąga 65-100 mm długości i 3-4 mm średnicy ciała. Jest najmniejszym przedstawicielem rodzaju po Kynotus minutus. Strona grzbietowa ciała ubarwiona lekko czerwonawo, brzuszna jaśniejsza. Segmenty od 1 do 3 proste, od 4 do 10 podwójnie obrączkowane. Siodełko okrągłe, obejmuje segmenty od 18 do 26-27,5. Szczecinki (setae) blisko sparowane. Septa między segmentami 6 i 7 oraz 9 i 10 gęste. Spermateka nieregularna, torebkokształtna, z krótkim nasieniowodem. Szczecinki genitalne lancetowate, długości 0,9-0,95 mm i średnicy 0,025 mm. Genitalne pęcherzyki szczecinkowe obecne na segmentach 13, 14 i 15. Grzbietowe naczynie krwionośne proste. Ostatnia para serc na 11 segmencie.

## Występowanie
Gatunek ten jest endemitem Madagaskaru. Znany z okolic Andranomanelatry w środkowej części kraju.